# Данило
Данило Луиз да Силва (на португалски: Danilo Luiz da Silva) е бразилски футболист, състезаващ се за бразилския Фламенго като десен бек.

## Кариера
Израснал в юношеските формации на Атлетико Минейро, Данило изиграва първия си професионален мач на 17-годишна възраст. Участва в отбора, който успява да изкачи Минейро в Бразилската Серия Б. Продаден е на първодивизионния Сантош през лятото на 2010 г. за сумата от 900 000 евро. Данило бързо се налага в новия си отбор, където е изиграл 21 мача, вкарвайки 3 гола. Агентската му къща Toreta d.o.o. представлява и звездата на Реал Мадрид, Марсело.

### Реал Мадрид
На 31 март 2015 г. официалният сайт на Реал Мадрид съобщава, че Данило вече е техен играч считано от 30 юни 2015 г., а договорът му е за срок от 6 години до 30 юни 2021 година. Според повечето източници сумата по сделката е в размер на 31,5 млн. евро На 9 юли 2015 г. Данило е официално представен като играч на Реал Мадрид и ще носи фланелка с номер 23.

### Манчестър Сити
През юли, 2017 година футболистът преминава в Манчестър Сити за сумата от 40 милиона евро. Там прекарва два сезона с номер 3, през които изиграва 34 мача и отбелязва 4 гола. По това време тимът воден от Пеп Гуардиола печели 2 пъти Премиър лийг, 2 пъти Карабао къп, ФА Къп и Къмюнити шийлд. Често е резерва на Кайл Уокър.

### Ювентус
На 8 август Данило става част от Ювентус като част от сделката за Жоао Кансело.

## Успехи
Реал Мадрид
- Шампион на Испания – 2016/17
- Шампионска лига (2) – 2015/16, 2016/17
- Суперкупа на Европа – 2016
- Световно клубно първенство – 2016

 Манчестър Сити
- Премиър лийг (2) - 2017/18 2018/19
- Карабао къп (2) - 2017/18 2018/19
- ФА Къп - ФА Къп 2018/19
- Къмюнити шийлд - Къмюнити шийлд 2018/19

 Ювентус
- Серия А (1) - 2019/20
- Копа Италия (1) - 2020/21
- Суперкупа на Италия (1) - 2020